# The Wanton Song
"The Wanton Song" é uma canção da banda britânica de rock Led Zeppelin, lançada em seu sexto álbum de estúdio Physical Graffiti, em 1975.

## Gravação e produção
A canção surgiu como o resultado de uma jam session em ensaios e apresenta um riff agudo, agressivo do guitarrista Jimmy Page, que como "Immigrant Song" encontrou Page alternando entre duas notas uma oitava à parte. Liricamente é principalmente sobre sexo, especificamente sexo com uma "mulher devassa".
Por seu solo, Page empregou um eco reverso (onde o eco é ouvido antes da nota), e também colocou sua guitarra através de uma caixa de som de Leslie, como Jimi Hendrix tinha feito em "Little Wing" e "Angel", para criar um efeito Doppler com um órgão Hammond. Esta foi a técnica que Page havia utilizado, já em seu trabalho com os Yardbirds, e enfrentou séria oposição dos engenheiros de áudio, quando ele tentou fazê-la nas primeiras gravações do Led Zeppelin.

## Performances ao vivo
"The Wanton Song" foi tocada ao vivo durante alguns shows do Led Zeppelin na Europa e América em 1975, mas foi então abandonada. A música foi tocada extensivamente como um número de abertura durante as turnês de Page e Plant, em 1995 e 1998. A dupla também tocou, enquanto eles estavam no Later with Jools Holland no dia 8 de maio de 1998. A canção foi tocada ao vivo algumas vezes quando Jimmy Page juntou-se com The Black Crowes, em 1999.

## Influência
O guitarrista Tom Morello, do Rage Against the Machine, tem frequentemente citado "The Wanton Song" como uma grande influência para os verso de riffs de "Vietnow".

## Créditos
- Robert Plant – vocais
- Jimmy Page – guitarras
- John Paul Jones – baixo
- John Bonham – bateria

## Ligaçoes externas
- «Letras da canção» (em inglês). no MetroLyrics